# カスピエル
カスピエル（Caspiel）は、鬼神学の伝統におけるデーモンもしくは天使である。その名は「神に閉じ込められた」を意味し、月を司る。
ラッド博士の『天使魔術論』ではソロモン王の使役した善霊・悪霊のひとつに挙げられており、「南方を支配する偉大な皇帝」とされ、200人の大公爵と400人の小公爵を従えているとされる。15世紀のドイツの聖職者トリテミウスの文献『秘密書法』に記載された精霊のひとつでもあり、昼と南を司るという。このように、よく南に関連づけられる精霊である。
ローズマリ・エレン・グィリーによれば、ソロモン王に率いられる「ソロモンの精霊」(aerial spirit of solomon)と呼ばれる31人の内の1人である。
ヘブライ語の『第三エノク書』に現れる天使カフシエル（Qafsiel）はカスピエル（Qaspiel）とも呼ばれ、メルカバーの幻視に至る途上の天上の第七の宮殿の門番のひとりである。この天使は『天使ラジエルの書』にも月界の天使として記載されている。
　31人の精霊で彼の部下としては、南東を支配するアシリエル(asyriel)、南の王バルミエル(Barmiel)、西の支配者マセリエル(Maseiel)、副司令官であるゲディエル(Gediel)がいる。